# Gomphoides
Genre
Gomphoides  est un genre  dans la famille des Gomphidae appartenant au sous-ordre des Anisoptères dans l'ordre des Odonates.

## Liste d'espèces
Ce genre comprend 3 espèces :
- Gomphoides infumata (Rambur, 1842)
- Gomphoides perdita (Förster, 1914)
- Gomphoides praevia St. Quentin, 1967